# Einband-Europameisterschaft 1959

Logo CEB (ausrichtender Verband)

Veranstaltungsort: Oberhausen

Die Einband-Europameisterschaft 1959 war das 10. Turnier in dieser Disziplin des Karambolagebillards und fand vom 8. bis zum 11. Januar 1959 in Oberhausen statt. Es war die dritte Einband-Europameisterschaft in Deutschland.

## Geschichte
Mit nur einer Niederlage gegen den Niederländer  Bert Teegelaar verteidigte der Antwerpener René Vingerhoedt seinen Titel erfolgreich. In der mitentscheidenden Partie gegen den Wiener Johann Scherz demonstrierte der Belgier seine Extraklasse, indem er mit 200:120 in 27 Aufnahmen gewann. Der Drittplatzierte Walter Lütgehetmann verlor gegen die beiden vor ihm platzierten und spielte gegen Teegelaar unentschieden. Einen sehr guten Eindruck hinterließ der Essener Norbert Witte. Er nahm dem Zweitplatzierten Scherz einen wichtigen Punkt im Titelkampf ab.

## Turniermodus
Hier wurde im Round Robin System bis 200 Punkte gespielt. Es wurde mit Nachstoß gespielt. Damit waren Unentschieden möglich.
Bei MP-Gleichstand (außer bei Punktgleichstand beim Sieger) wird in folgender Reihenfolge gewertet:
1. MP = Matchpunkte
2. GD = Generaldurchschnitt
3. HS = Höchstserie

## Abschlusstabelle

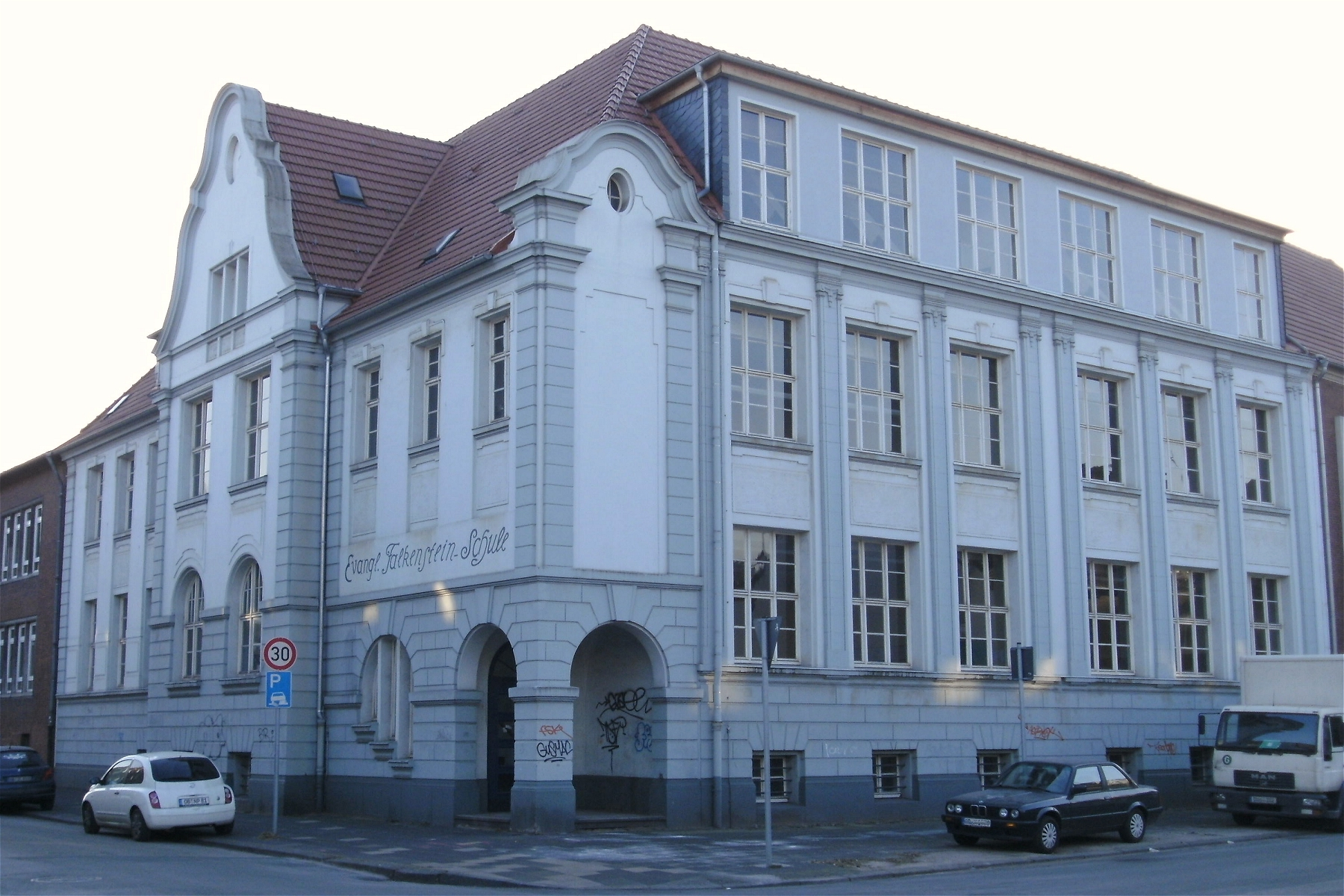
Alte Falkensteinschule

| MP    | Match Points (Sieger = 2; Unentschieden = 1; Verlierer = 0) |
| Pkte. | Erzielte Karambolagen                                       |
| Aufn. | Benötigte Versuche                                          |
| GD    | Generaldurchschnitt                                         |
| BED   | Bester Einzeldurchschnitt eines Spielers                    |
| HS    | Höchstserie                                                 |
|       | Bester GD des Turniers                                      |
|       | Bester ED des Turniers                                      |
|       | Beste HS des Turniers                                       |
|       | 1. Platz (Gold)                                             |
|       | 2. Platz (Silber)                                           |
|       | 3. Platz (Bronze)                                           |

| Platz                     | Name                | MP   | Pkte. | Aufn. | GD   | BED  | HS |
| ------------------------- | ------------------- | ---- | ----- | ----- | ---- | ---- | -- |
| 1                         | René Vingerhoedt    | 12:2 | 1332  | 225   | 5,92 | 7,40 | 39 |
| 2                         | Johann Scherz       | 11:3 | 1320  | 293   | 4,50 | 8,00 | 43 |
| 3                         | Walter Lütgehetmann | 9:5  | 1371  | 266   | 5,15 | 7,14 | 41 |
| 4                         | Bert Teegelaar      | 7:7  | 1263  | 295   | 4,28 | 5,88 | 37 |
| 5                         | Emile Wafflard      | 6:8  | 1128  | 228   | 4,94 | 6,06 | 41 |
| 6                         | Joaquín Domingo     | 6:8  | 1283  | 307   | 4,17 | 4,25 | 37 |
| 7                         | Norbert Witte       | 5:9  | 1185  | 262   | 4,52 | 6,06 | 41 |
| 8                         | Pierre Hervé        | 0:14 | 817   | 270   | 3,02 | –    | 23 |
| Turnierdurchschnitt: 4,51 |                     |      |       |       |      |      |    |